# Aérodrome de Compiègne - Margny
L'aérodrome de Compiègne - Margny est un aérodrome civil situé à Margny-lès-Compiègne dans le département de l'Oise.
Il s'agit d'un ancien site militaire utilisé par l'Armée de l'air sous la désignation de « base aérienne 552 »  et par l'Aviation légère de l'Armée de terre sous le nom de « base Général Estienne ».

## Historique

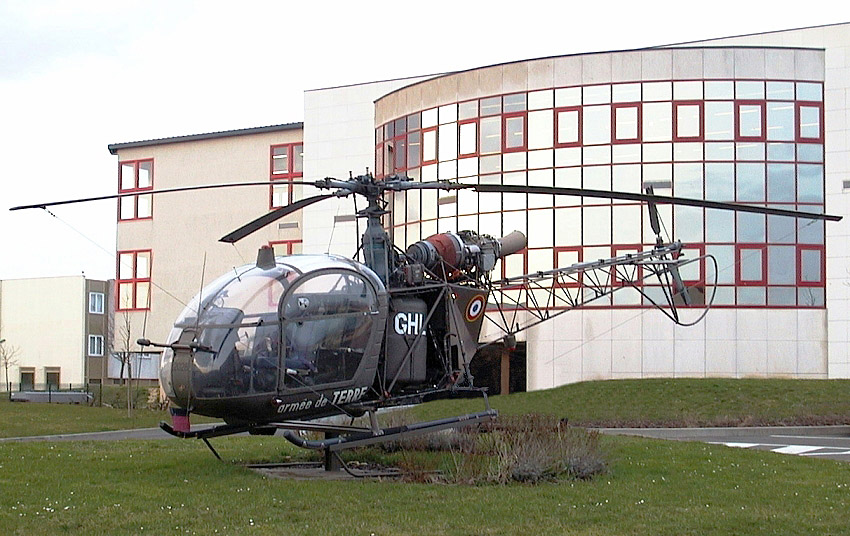
Hélicoptère Sud-Aviation SE 3130 Alouette II à l'entrée du 6e régiment d'hélicoptères de combat - base ALAT de Compiègne en 2001.

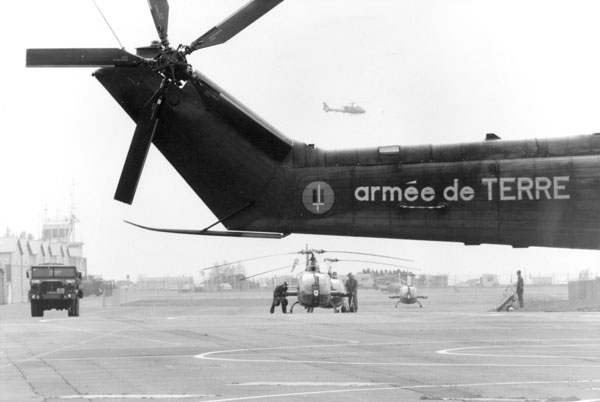
Hélicoptères de l'ALAT sur la base Général Estienne en 1997.

- En 1904, les premiers aérostiers s'installent à Compiègne[1] ;
- En avril 1911, le premier vol dans la région de Compiègne se déroule à la Ferme de Corbeaulieu située à moins de deux kilomètres au Sud-Ouest de la ville. Deux écoles de pilotage s'y fixent en 1912 ;
- Durant l'été 1912 (ou à Pâques 1913[2]), Georges Guynemer, vivant alors à Compiègne avec sa famille, effectue son premier vol en tant que passager, à partir du terrain voisin de Corbeaulieu[3], dans un appareil piloté par Lucien Malzassard[4] ;
- En 1931, création de l'aéroclub de l'Oise installé sur le champ d'aviation d'Estrées-Saint-Denis ;
- En 1934, création de la 52e demi-brigade d'aérostation[1] ;
- En 1939, la 52e demi-brigade d'aérostation est dissoute car devenue trop vulnérable52e demi-brigade d'aérostation ;
- En 1939, le terrain militaire est tout juste établi dans l'emprise de Margny. Les Allemands le complètent peu. À la Libération, les Américains construisent deux pistes bétonnées[5] ;
- En 1946, l'Aéroclub de l'Oise s'installe sur la plateforme actuelle de Margny-les-Compiègne ;
- En 1947 les deux pistes bétonnées sont remplacées par deux pistes en herbe ;
- En 1952, création du 25e bataillon du génie de l'air ;
- En 1962, le peloton avions de la 3e division (Escadrille Sienne) et le groupe d'Aviation légère de la 8e division (GALDIV8) s'installent à Margny-lès-Compiègne ;
- 1er août 1977, création du 6e régiment d'hélicoptère de combat (6e RHC) ;
- 4 mai 1981, la base aérienne 552 prend le nom de « Général Hirschauer » ;
- 1er juillet 1995, le 6e régiment d'hélicoptères de combat devient le 6e régiment d'hélicoptères de combat et de manœuvre (6e RHCM) et intègre la 3e brigade aéromobile ;
- 1er septembre 1996, le 25e régiment du génie de l'air quitte la base pour s'installer à Istres[1] ;
- 1er juillet 1997, le 6e RHCM est intégré au sein de la 4e brigade aéromobile ;
- 1er juillet 1997, le 6e RHCM reprend l'appellation de 6e régiment d'hélicoptères de combat ;
- En 2001, l'ACVV organise le Concours Inter Régional de la région Picardie Nord-Pas-de-Calais ;
- En 2006, l'aéroclub de l'Oise prend la nouvelle dénomination de Aéroclub de Compiègne Margny, ACCM ;
- Après 45 ans de présence de l'Aviation légère de l'Armée de terre (ALAT) et de 30 ans pour le 6e RHC, la base Général Estienne ferme ses portes officiellement le 1er juillet 2007. L'aérodrome devient alors entièrement civil ;
- Les structures militaires sont reprises par l'agglomération qui les a mises à disposition des associations aériennes locales depuis l'été 2008 et la création d'un centre EPIDE (Établissement pour l'insertion dans l'emploi) ;
- En 2009, le Rallye aérien de Picardie fait une escale à Compiègne. Objectif : sillonner le ciel à la recherche de sites emblématiques ;
- En 2011, l'ACVV est chargé de réorganiser le Concours Inter Régional qui déplacera environ 25 planeurs au total sur le terrain ;
- Depuis 2013, la plateforme accueille de nouveau un meeting aérien annuel organisé par le Cercles des Machines Volantes.

## Utilisateurs
L'aérodrome est utilisé par plusieurs entités :
- ACCM (AéroClub Compiègne Margny)
- ACVV (Association Compiègnoise de Vol à voile)
- AGSS (École de pilotage ULM)
- AIRTV (WebTV Aéro)
- CMV (Cercle des Machines Volantes)